# Стой, кто идёт? (Настоящий детектив)
«Стой, кто идёт?» (англ. Who Goes There) — четвёртый эпизод первого сезона американского криминального драматического телесериала-антологии «Настоящий детектив». Премьера эпизода состоялась 9 февраля 2014 года на канале HBO. Его режиссёром стал Кэри Фукунага, а сценарий написал Ник Пиццолатто.
В эпизоде показаны два временных периода. В одном из них, в 1995 году, детективы полиции штата Луизиана Растин «Раст» Коул (Мэттью Макконахи) и Мартин «Марти» Харт (Вуди Харрельсон) продолжают расследование убийства Доры Лэнг, связав его с Реджи Леду. Для поиска Леду Раст внедряется в банду байкеров. В 2012 году детективы Мейнард Гилбо (Майкл Поттс) и Томас Папания (Тори Киттлз) продолжают беседовать с Растом и Марти по поводу событий семнадцатилетней давности.
По данным Nielsen Media Research, эпизод посмотрели 1,99 млн зрителей, он получил рейтинг 0,8 в возрастной группе от 18 до 49 лет. «Стой, кто идёт?» получил положительные оценки критиков, высоко оценивших актёрскую игру, режиссуру, сценарий, операторскую работу и атмосферу. Особенной похвалы удостоилась шестиминутная сцена с вооружённым ограблением, в котором участвовал Раст. За этот эпизод Кэри Фукунага получил премию «За лучшую режиссуру драматического телесериала» на 66-й церемонии «Эмми» в 2014 году.

## Сюжет

### 2012
Детективы Гилбо (Майкл Поттс) и Папания (Тори Киттлз) интересуются у Раста (Мэттью Макконахи), где он пропадал во время своего отпуска в 1995 году, на что он отвечает, что навещал отца на Аляске, который болел лейкемией. Позднее они сообщают Марти (Вуди Харрельсон), что в том городе на Аляске, куда якобы поехал Раст, его отца никто не видел уже 30 лет и что тот никогда не болел лейкемией.

### 1995
Раст и Марти посещают Чарли Лэнга (Брэд Картер) в тюрьме. Чарли говорит, что Реджи Леду был странным и вспоминает, что тот описывал какое-то место на юге, где женщин и детей приносят в жертву «Жёлтому королю». Он говорит, что местонахождение Леду может знать его сообщник Тайрон Уимз (Тодд Гибенхейн). Также Лэнг признаётся, что показывал Леду откровенные фотографии Доры, после чего Раст заключает, что это и привело к её убийству.
Марти выступает в суде по поводу драки в квартире Лизы (Александра Даддарио). Он не признаёт вины за свои действия и оскорбляет её. В отместку Лиза рассказывает его жене Мэгги (Мишель Монаган) об их сексуальных отношениях, после чего Мэгги с дочерьми уходит из дома и переезжает к родителям. Марти пытается поговорить с женой по телефону, но её отец резко отказывает ему.
Расти и Марти опрашивают стриптизёршу Келси (Эмбер Каролло), бывшую девушку Уимза. Келси отказывается им помогать, но бармен (Ник Пиццолатто) говорит Марти, что видел, как она встречалась с Уимзом. Поздно вечером Марти следит за Келси, которая приводит его на рейв-вечеринку, где он находит Уимза. Надавив на Уимза, Марти узнаёт, что Леду производит наркотики для банды байкеров из Восточного Техаса под названием «Железные крестоносцы» (англ. Iron Crusaders). Затем Марти приходит к Мэгги в больницу, где она работает, провоцируя скандал. Мэгги звонит Расту, который уводит Марти.
Раст сообщает Марти, что он знаком с бандой «Железные крестоносцы», так как раньше работал в ней под прикрытием. Члены банды думают, что он погиб в перестрелке. Раст берёт отпуск, не сообщая начальству о своём плане, якобы чтобы посетить своего отца на Аляске. Он забирает пакет с кокаином из хранилища вещественных доказательств и имитирует следы от внутривенных инъекций на руках. Перед поездкой к банде байкеров Раст встречается с Мэгги, где передаёт просьбу Марти разрешить ему видеться с дочерьми, а также простить Марти и возобновить их отношения.
В баре, принадлежащем банде «Железные крестоносцы», Раст встречается с «Рыжим» (англ. Ginger; Джозеф Сикора), используя своё старое прозвище «Крэш» (англ. Crash). Он просит Рыжего организовать ему встречу с поставщиком метамфетамина, выступая якобы от лица кокаинового картеля. Рыжий соглашается организовать встречу, но только если Раст поможет ему с вооружённым набегом на вражескую банду. Раст вынужденно соглашается. Марти, потерявший Раста, заходит в бар, откуда его вышвыривают байкеры, однако он успевает заметить, как Раст и другие члены банды отплывают на лодке по реке.
В трейлере Рыжего члены банды готовятся к налёту, а Раст вынужден употреблять наркотики. Байкеры надевают полицейскую форму и отправляются в налёт. Взяв в заложники члена вражеской банды, они пробираются к дому, из которого Рыжий забирает наркотики. Когда один из членов банды Рыжего убивает заложника, ситуация выходит из-под контроля, начинается стрельба. Раст атакует Рыжего и выводит его из дома. Тем временем в жилой квартал прибывает полиция. Раст и Рыжий уходят через соседние дворы, избежав внимания полиции и банд. Их на машине забирает Марти, с которым ранее по рации связался Раст. Раст избивает Рыжего, требуя у того информации о местоположении Реджи Леду.

## Сцена налёта
В эпизоде есть шестиминутная сцена, снятая непрерывным дублем, в которой Раст Коул (Макконахи) участвует в неудачном налёте банды «Железные крестоносцы» на другую банду. Режиссёр Кэри Фукунага уже использовал технику непрерывного дубля в своих предыдущих работах «Без имени» и «Джейн Эйр». Прочитав сценарий эпизода, он сразу решил, что будет снимать сцену налёта непрерывным дублем. Получив разрешение на съёмки в жилом микрорайоне, Фукунага начал планировать маршрут для съёмок этой сцены. Он отметил, что съёмки были сложными: «Мы работали по протоколам телевидения. Это не фильм, где вы можете долго репетировать трюки с актёрами. У нас было только полтора дня, чтобы синхронизировать действия Мэттью и всех остальных».
В этой сцене самым сложным для съёмок был момент, когда Коул и Рыжий перелезают через высокий металлический забор. Съёмочной группе не разрешили разбирать забор, поэтому операторы рассматривали разные варианты. В итоге остановились на том, что оператора камеры Steadicam с помощью крана подняли вверх, перенесли через забор, а потом опустили на землю. Сцену снимали семь раз, первые три раза были признаны неудачными, но уже на четвёртый раз удалось снять всё целиком. Фукунага также доснял сцену в других точках на случай, если длинный план не получится, но в итоге в эпизод вошёл именно непрерывный дубль.
В 2018 году Фукунага признался, что Пиццолатто хотел вырезать эту сцену на этапе постпроизводства, так она не вписывалась в стилистику телесериала с медленным повествованием и множеством мрачных философских диалогов. Но Фукунаге удалось отстоять сцену, он сказал: «Давайте сделаем что-то весёлое».
Эта сцена впоследствии неоднократно включалась в различные списки «Лучших длинных планов» в истории кино и телевидения.

## Восприятие

### Рейтинги
Эпизод посмотрели 1,99 млн зрителей, рейтинг у аудитории от 18 до 49 лет по шкале Нильсена составил 0,8. Это означает, что 0,8 % всех домохозяйств США посмотрело эпизод. Показатели немного выросли по сравнению с третьим эпизодом, который посмотрели 1,93 млн человек (рейтинг Нильсена 0,8 в группе 18—49 лет).

### Оценки критиков

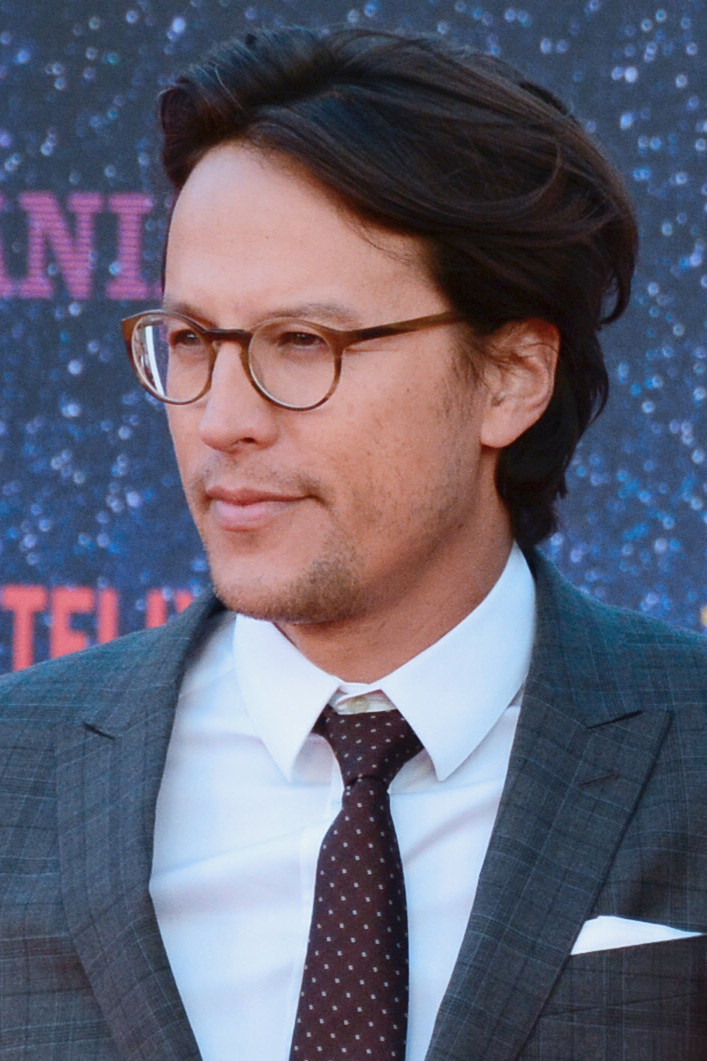
За этот эпизод Кэри Фукунага получил премию «За лучшую режиссуру драматического телесериала» на 66-й церемонии «Эмми»

Эпизод получил положительные отзывы критиков. Джим Вейвода из IGN оценил эпизод в 9,2 балла из 10 возможных и написал: «Последствия лжи Харта наконец настигают его, но нужно ещё больше лжи, чтобы он и Коул отследили главного подозреваемого в убийстве Доры Лэнг. В этом чрезвычайно напряжённом и жестоком эпизоде, экваторе телесериала, Коул работает под прикрытием, и в результате получается кровавый хаос».
Эрик Адамс из The A.V. Club поставил эпизоду оценку «A» и отметил: «Возможно, мы больше не увидим такую напряжённую сцену на наших экранах в 2014 году. На данный момент это главное достижение режиссуры Кэри Фукунаги в „Настоящем детективе“: снятая непрерывным дублем шестиминутная сцена, в которой Раст участвует в налёте „Железных крестоносцев“, который пошёл не по плану». Бритт Хейз из Screen Crush посетовала, что к концу эпизода она до сих пор не увидела «зловещего парня в противогазе», которым зрителя дразнили в концовке «Замкнутой комнаты», но отметила «тёмную, маниакальную» энергетику второй части эпизода и отличную игру Макконахи. Схожие мысли высказал и Гуилим Мамфорд из The Guardian.
Алан Сепинуолл из HitFix написал, что эпизод хорош и без учёта экшен-сцены в концовке, он «впечатляет визуально», а его сюжет «сконструирован как шкатулка с секретом: все персонажи из 2012 года знают больше, чем мы, а нам дают разрозненную информацию». Он признался, что совершенно не представляет, чего ожидать от сериала в дальнейшем, но, с учётом высокого качества эпизода, его это не сильно беспокоит. Кевин Джагенаут из IndieWire назвал «Стой, кто идёт?» лучшим из четырёх вышедших эпизодов сезона, а также отметил «неповторимый и уникальный стиль» оператора Адама Аркапоу и режиссёра Фукунаги.
Джеймс Понивозик из Time похвалил завершающие кадры эпизода, когда Марти увозит Коула и Рыжего с места перестрелки, а камера поднимается выше, демонстрируя масштабную полицейскую операцию в жилом квартале, над которым кружит вертолёт: «Мы будто бы нырнули в какое-то мрачное, сюрреалистичное море с Коулом, а теперь поднимаемся вверх, на поверхность, чтобы снова вздохнуть». Кенни Херцог из Vulture поставил эпизоду 4 балла из 5 возможных и отметил: «Страница сериала на IMDb представляет собой бесконечный список эпизодических ролей со зловещими прозвищами типа „Байкер №1“... Ник Пиццолатто использует жанровую механику, чтобы создать историю о времени, месте и его обитателях, а не наоборот». Тони Сокол из Den of Geek поставил эпизоду 4 балла из 5, написав, что «Коул и Харт проходят через девять кругов ада, чтобы найти Реджи Леду».
Мэтт Ричентал из TV Fanatic поставил эпизоду 4,1 балла из 5 возможных, отметив: «Одной из лучших сторон „Настоящего детектива“ является то, что я понятия не имею, чем он закончится... Кого-то сейчас волнует Реджи Леду? В сериале мастерски использован больной серийный убийца в качестве обычного фона. В самом расследовании нет ничего особенного, но взаимоотношения главных героев и их мрачные взгляды — это то, что заставляет меня возвращаться к сериалу каждую неделю». Шейн Райан из Paste оценил эпизод в 9,8 балла из 10 возможных и особо выделил режиссёрскую работу Фукунаги.

### Награды
За этот эпизод Кэри Фукунага получил премию «За лучшую режиссуру драматического телесериала» на 66-й церемонии «Эмми» в 2014 году.
Сайт TVLine назвал Вуди Харрельсона «актёром недели» за его игру в эпизоде, отметив его «тихую работу» в качестве «порочного мужа, внезапно осознающего неизбежное крушение своего брака».